# Victoria Swarovski
Victoria Swarovski (Innsbruck, 16 augustus 1993) is een Oostenrijks zangeres, presentatrice en is eigenaar van het cosmeticabedrijf Orimei Beauty.

## Biografie

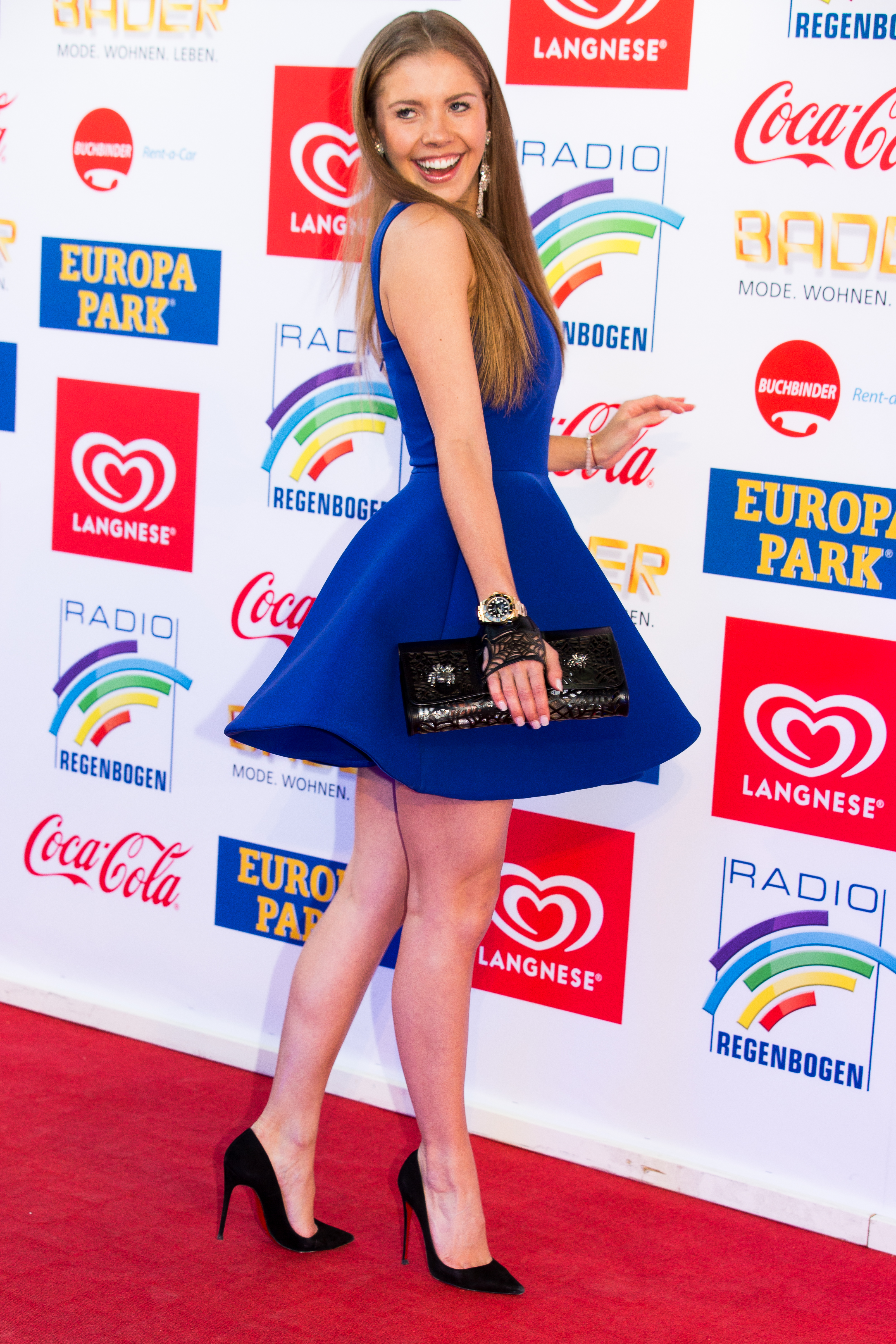
Swarovski in april 2017

Victoria Swarovski is de dochter van Alexandra en Paul Swarovski. Ze heeft één jongere zus. Terwijl haar moeder als journalist werkzaam is, werkt haar vader in het familiebedrijf Swarovski, dat vooral bekendstaat om de kristalbewerking.
Sinds haar jeugd zong ze in diverse koren. Swarovski verscheen in 2009 met het nummer Get gone in het televisieprogramma van komiek Mario Barth. Op haar zeventiende tekende ze een platencontract met Sony Music. Haar debuutsingle One in a million verscheen in november 2010 - deze behaalde de 45e plek in de Oostenrijkse hitlijsten en de 49e in Duitse hitlijsten. Ze zong tevens het themalied There's a place for us van de film The Chronicles of Narnia: The Voyage of the Dawn Treader. Hoewel ze in de beginjaren van haar zangcarrière als Victoria S optrad, ging ze later haar volledige naam gebruiken. In 2014 bracht ze het duet Beautiful uit, dat ze zong met rapper Prince Kay One. Het eindigde op de 42e plek in Oostenrijkse, de 36e in de Duitse en de 64e in de Zwitserse hitlijsten.
Ze won in 2016 met haar danspartner Erich Klann het negende seizoen van de RTL-show Let's Dance. Swarovski zat in september 2016 met Dieter Bohlen en Bruce Darnell in de jury van Das Supertalent.  Swarovski verving in maart 2018 de Nederlandse Sylvie Meis als mede-presentator in het elfde seizoen van Let's Dance.
Ze richtte in 2020 het cosmeticabedrijf Orimei Beauty op.

## Privé
Ze huwde op 20 mei 2017. Swarovski en haar echtgenoot gingen begin 2023 uit elkaar.